# P.K.P.
P.K.P. (П.К.П.) è un film del 1926 diretto da Aksel' Lundin e Georgij Stabovoj.